# Lancetes mixtus
Lancetes mixtus är en skalbaggsart som först beskrevs av C. O. Waterhouse 1881.  Lancetes mixtus ingår i släktet Lancetes och familjen dykare. Inga underarter finns listade i Catalogue of Life.